# Крихмайр, Винцент
Винцент Крихмайр (нем. Vincent Kriechmayr; род. 1 октября 1991, Линц) — австрийский горнолыжник, двукратный чемпион мира 2021 года, многократный победитель этапов Кубка мира, участник Олимпийских игр 2018 и 2022 годов. Специализируется в скоростных дисциплинах.

## Карьера
Научился кататься на лыжах благодаря своему отцу, лыжному инструктору в Зальцбурге. Его мать учитель искусствоведения из Бельгии.
Достигнув предельного возраста в 15 лет, Крихмайр впервые в сезоне 2006/2007 года участвовал  в гонках FIS, но изначально ничего существенного не достиг. Только зимой 2009/2010, он был заявлен на этапы Кубка мира в составе основной национальной команды Австрии.
В юношеском чемпионате мира в 2011 году в Кран-Монтана, он выиграл серебряную медаль в гигантском слаломе.
23 февраля 2012 года австриец отпраздновал свою первую победу в Кубке Европы в супер-комбинации. Первые очки Кубка мира он завоевал 7 декабря 2013 года, когда в супергиганте в Бивер-Крике оказался на 16-м месте. 2 марта 2014 года он впервые финишировал в топ-10 - на пятом месте в супергиганте.
В сезоне 2014/15 он подтвердил свои достижения постоянными результатами в Топ-30. 8 марта 2015 года он стал вторым на этапе Кубка мира. Первая победа состоялась 1 декабря 2017 года в супергиганте Бивер-Крике.
На Олимпийских зимних играх 2018 года в Пхёнчхане он был седьмым в скоростном спуске и шестым в супергиганте. На финальном этапе в шведском Оре он победил сразу в двух дисциплинах.
В сезоне 2018/19, на втором этапе в Лейк-Луизе, в супергиганте, он показал второе время и впервые в Кубке мира 2018/19 оказался на подиуме.
На чемпионате мира 2019 года в Швеции австриец в супергиганте завоевал серебряную медаль, уступив победителю итальянцу Парису всего 0,09 сек. В скоростном спуске Винцент стал третьим.

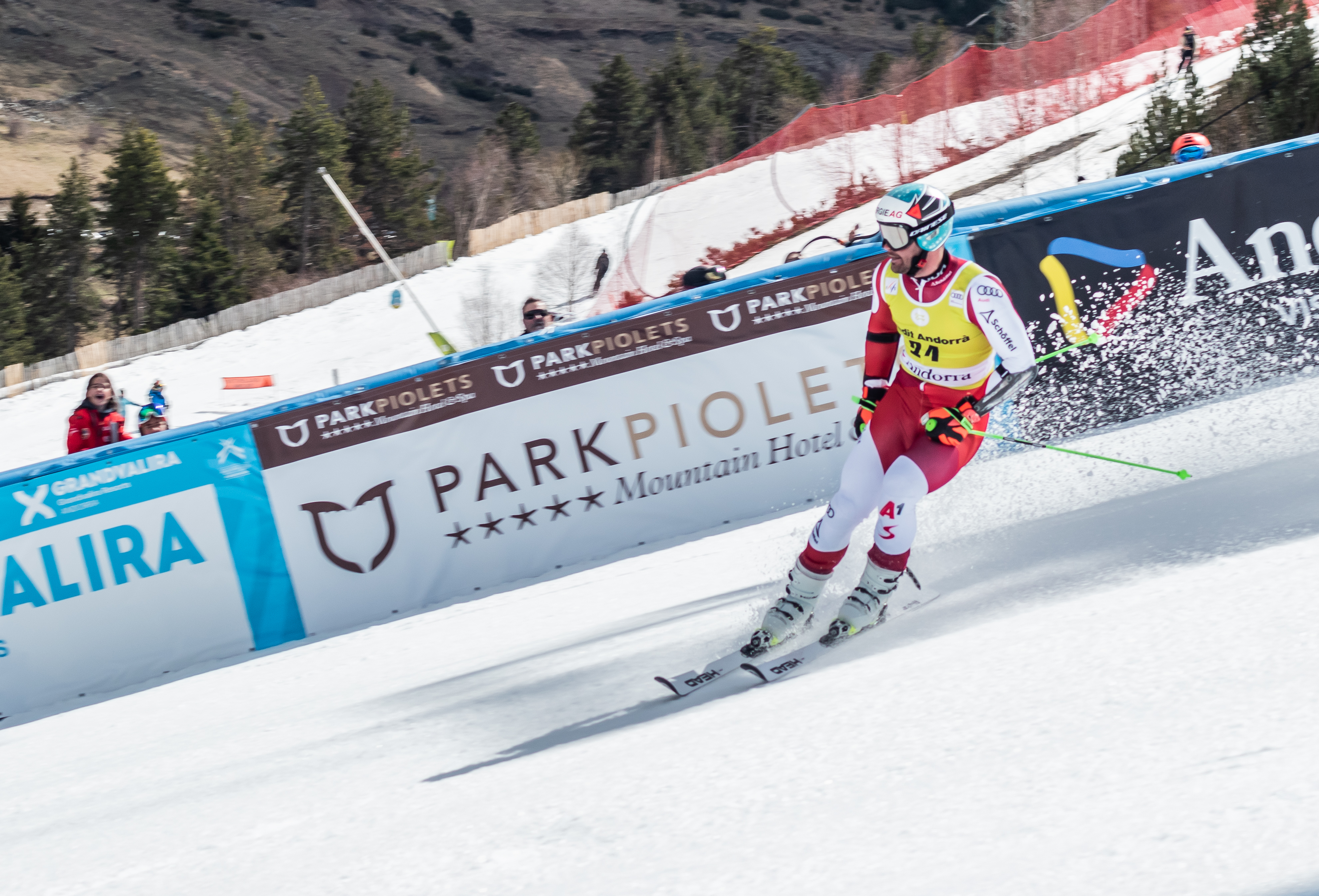
Крихмайр в 2023 году

11 февраля 2021 года выиграл золото в супергиганте на чемпионате мира в Италии. 14 февраля выиграл второе золото на чемпионате мира, став первым в скоростном спуске, всего на 0,01 сек опередив немца Андреаса Зандера.
В сезоне 2020/21 Крихмайр выиграл зачёт супергиганта в Кубке мира, опередив Марко Одерматта.
На Олимпийских играх 2022 года в Пекине Крихмайр не сумел завоевать медаль: восьмое место в скоростном спуске и пятое место в супергиганте.
В сезоне 2022/23 выиграл четыре этапа Кубка мира в скоростном спуске. Этот сезон стал шестым подряд, в котором Крихмайр выиграл как минимум один этап Кубка мира.
На чемпионате мира 2023 года в Куршевеле выступил неудачно: 12-е место в супергиганте и 11-е место в скоростном спуске.
На чемпионате мира 2025 года в австрийском Зальбахе занял 4-е место в супергиганте, а затем завоевал серебро в скоростном спуске, уступив только швейцарцу Франьо фон Алльмену.

## Результаты на крупнейших соревнованиях

### Зимние Олимпийские игры
| Олимпийские игры | Скоростной спуск | Супергигант | Гигантский слалом | Слалом | Комбинация | Команды |
| ---------------- | ---------------- | ----------- | ----------------- | ------ | ---------- | ------- |
| 2018 Пхёнчхан    | 7                | 6           | —                 | —      | DNF SL     | —       |
| 2022 Пекин       | 8                | 5           | —                 | —      | —          | —       |

### Чемпионаты мира
| Чемпионат мира         | Скоростной спуск | Супергигант | Гигантский слалом | Слалом | Комбинация | Команды | Паралл. гигантский слалом |
| ---------------------- | ---------------- | ----------- | ----------------- | ------ | ---------- | ------- | ------------------------- |
| 2017 Санкт-Мориц       | 19               | 5           | —                 | —      | 8          | —       | н/д                       |
| 2019 Оре               | 3                | 2           | —                 | —      | 17         | —       | н/д                       |
| 2021 Кортина-д’Ампеццо | 1                | 1           | —                 | —      | DNF2       | —       | —                         |
| 2023 Куршевель         | 11               | 12          | —                 | —      | DNS SL     | —       | —                         |
| 2025 Зальбах           | 2                | 4           | —                 | —      |            | —       | н/д                       |

### Победы на этапах Кубка мира (18)
| №  | Сезон   | Дата          | Место               | Дисциплина           |
| -- | ------- | ------------- | ------------------- | -------------------- |
| 1  | 2017/18 | 1 дек 2017    | Бивер-Крик          | Супергигант          |
| 2  | 2017/18 | 14 мар 2018   | Оре                 | Скоростной спуск     |
| 3  | 2017/18 | 15 мар 2018   | Оре                 | Супергигант (2)      |
| 4  | 2018/19 | 19 янв 2019   | Венген              | Скоростной спуск (2) |
| 5  | 2019/20 | 20 дек 2019   | Валь-Гардена        | Супергигант (3)      |
| 6  | 2019/20 | 29 фев 2020   | Хинтерштодер        | Супергигант (4)      |
| 7  | 2020/21 | 25 янв 2021   | Кицбюэль            | Супергигант (5)      |
| 8  | 2020/21 | 6 фев 2021    | Гармиш-Партенкирхен | Супергигант (6)      |
| 9  | 2020/21 | 6 мар 2021    | Зальбах-Хинтерглемм | Скоростной спуск (3) |
| 10 | 2021/22 | 15 янв 2022   | Венген              | Скоростной спуск (4) |
| 11 | 2021/22 | 16 мар 2022   | Куршевель           | Скоростной спуск (5) |
| 12 | 2021/22 | 17 мар 2022   | Куршевель           | Супергигант (7)      |
| 13 | 2022/23 | 16 дек 2022   | Валь-Гардена        | Скоростной спуск (6) |
| 14 | 2022/23 | 28 дек 2022   | Бормио              | Скоростной спуск (7) |
| 15 | 2022/23 | 20 янв 2023   | Кицбюэль            | Скоростной спуск (8) |
| 16 | 2022/23 | 15 марта 2023 | Сольдеу             | Скоростной спуск (9) |
| 17 | 2023/24 | 15 дек 2023   | Валь-Гардена        | Супергигант (8)      |
| 18 | 2023/24 | 18 фев 2024   | Квитфьелл           | Супергигант (9)      |